# Uma2rman
Uma2rman је руска поп рок музичка група коју чине браћа, Сергеј и Владимир Кристовски. Активни су од 2003, а 2004. године су објавили свој дебитантски албум В городе N. Били су номиновани за MTV Europe Music Award за најбољу руску музичку групу.
У мају 2022. учествовали су у концерту који је организован као знак подршке инвазији Русије на Украјину 2022.

## Дискографији

### Студијски албуми
- (2004)
- (2005)
- (2008)
- (2011)
- (2016)
- (2018)